# Marsilly
|  | Per a altres significats, vegeu «Marsilly (Mosel·la)». |

|  | No s'ha de confondre amb Marcilly. |

Marsilly és un municipi francès al departament de la Charanta Marítima i a la regió de Nova Aquitània. L'any 2007 tenia 2.471 habitants.

## Demografia

### Població
El 2007 la població de fet de Marsilly era de 2.471 persones. Hi havia 990 famílies de les quals 209 eren unipersonals (114 homes vivint sols i 95 dones vivint soles), 363 parelles sense fills, 347 parelles amb fills i 71 famílies monoparentals amb fills.
La població ha evolucionat segons el següent gràfic:

### Habitatges
El 2007 hi havia 1.099 habitatges, 1.008 eren l'habitatge principal de la família, 49 eren segones residències i 42 estaven desocupats. 1.037 eren cases i 44 eren apartaments. Dels 1.008 habitatges principals, 834 estaven ocupats pels seus propietaris, 161 estaven llogats i ocupats pels llogaters i 13 estaven cedits a títol gratuït; 10 tenien una cambra, 37 en tenien dues, 89 en tenien tres, 262 en tenien quatre i 611 en tenien cinc o més. 869 habitatges disposaven pel capbaix d'una plaça de pàrquing. A 402 habitatges hi havia un automòbil i a 561 n'hi havia dos o més.

### Piràmide de població
La piràmide de població per edats i sexe el 2009 era:
| Homes | Edats   | Dones |
| ----- | ------- | ----- |
| 0     | 95 o +  | 4     |
| 0     | 90 a 94 | 8     |
| 12    | 85 a 89 | 12    |
| 12    | 80 a 84 | 12    |
| 28    | 75 a 79 | 28    |
| 40    | 70 a 74 | 36    |
| 60    | 65 a 69 | 48    |
| 80    | 60 a 64 | 76    |
| 76    | 55 a 59 | 76    |
| 100   | 50 a 54 | 88    |
| 96    | 45 a 49 | 116   |
| 64    | 40 a 44 | 52    |
| 100   | 35 a 39 | 88    |
| 76    | 30 a 34 | 80    |
| 52    | 25 a 29 | 60    |
| 48    | 20 a 24 | 20    |
| 68    | 15 a 19 | 56    |
| 84    | 10 a 14 | 68    |
| 60    | 5 a 9   | 60    |
| 56    | 0 a 4   | 56    |

## Economia
El 2007 la població en edat de treballar era de 1.609 persones, 1.109 eren actives i 500 eren inactives. De les 1.109 persones actives 1.017 estaven ocupades (534 homes i 483 dones) i 92 estaven aturades (45 homes i 47 dones). De les 500 persones inactives 242 estaven jubilades, 146 estaven estudiant i 112 estaven classificades com a «altres inactius».

### Ingressos
El 2009 a Marsilly hi havia 1.034 unitats fiscals que integraven 2.597 persones, la mediana anual d'ingressos fiscals per persona era de 22.243 €.

### Activitats econòmiques
Dels 114 establiments que hi havia el 2007, 2 eren d'empreses alimentàries, 1 d'una empresa de fabricació de material elèctric, 3 d'empreses de fabricació d'altres productes industrials, 24 d'empreses de construcció, 20 d'empreses de comerç i reparació d'automòbils, 4 d'empreses de transport, 4 d'empreses d'hostatgeria i restauració, 2 d'empreses d'informació i comunicació, 7 d'empreses financeres, 8 d'empreses immobiliàries, 19 d'empreses de serveis, 15 d'entitats de l'administració pública i 5 d'empreses classificades com a «altres activitats de serveis».
Dels 24 establiments de servei als particulars que hi havia el 2009, 1 era una oficina de correu, 2 tallers de reparació d'automòbils i de material agrícola, 1 establiment de lloguer de cotxes, 3 paletes, 3 guixaires pintors, 3 fusteries, 3 lampisteries, 3 electricistes, 2 perruqueries i 3 restaurants.
Dels 5 establiments comercials que hi havia el 2009, 1 era una botiga de menys de 120 m², 2 fleques, 1 una peixateria i 1 una botiga d'equipament de la llar.
L'any 2000 a Marsilly hi havia 11 explotacions agrícoles que ocupaven un total de 567 hectàrees.

## Equipaments sanitaris i escolars
L'únic equipament sanitari que hi havia el 2009 era una farmàcia.
El 2009 hi havia 1 escola maternal i 1 escola elemental.

## Poblacions properes
El següent diagrama mostra les poblacions més properes.